# Periférico Oriente (estación)
Periférico Oriente es una de las estaciones que forman parte del Metro de la Ciudad de México, perteneciente a la Línea 12. Se ubica al oriente de la Ciudad de México, en la alcaldía Iztapalapa.

## Información general

### Nombre e Iconografía
Se denomina de esta manera porque la estación se encuentra en la intersección de la avenida Tláhuac y el Anillo Periférico Oriente. Además, conecta con un CETRAM que está conectado con Avenida Tláhuac y Anillo Periférico Canal de Garay. Su logotipo es una representación estilizada de dicha vialidad junto con una torre de vigilancia, la cual hace referencia al Reclusorio Oriente, el cual se encuentra cercano a la estación.

### Altura
Esta estación tiene la particularidad de hallarse situada a poco más de 23 metros sobre el nivel del suelo, lo que la convierte en la única estación sobre-elevada y en la más elevada de toda la red.

### Incidencias
La estación se mantuvo fuera de servicio desde el 12 de marzo de 2014 hasta el 27 de octubre de 2015, debido a trabajos de mantenimiento mayor que se realizaron entre estas fechas, volviendo a funcionar con normalidad hasta el 29 de noviembre de 2015.
La estación funcionó desde el 15 de julio de 2023 hasta el 30 de enero de 2024, como terminal provisional oriente de la Línea 12, tras permanecer cerrada desde el 4 de mayo de 2021 por seguridad, debido a un desplome que ocurrió en la interestación Tezonco-Olivos con dirección a Tláhuac y que dejara un saldo de 27 fallecidos y 80 heridos.

## Afluencia
La estación ha tenido una afluencia importante desde su inauguración en 2012, pese a sus cierres ocurridas entre 2014 y 2021. En 2020 Periférico Oriente se convirtió en la 29° estación más utilizada de la red, al presentar una afluencia promedio de 19,899 pasajeros que utilizaron la estación a diario.
La siguiente tabla muestra la afluencia de la estación en los últimos 10 años:
| Afluencia Anual de Pasajeros | Afluencia Anual de Pasajeros | Afluencia Anual de Pasajeros | Afluencia Anual de Pasajeros | Afluencia Anual de Pasajeros | Afluencia Anual de Pasajeros |
| ---------------------------- | ---------------------------- | ---------------------------- | ---------------------------- | ---------------------------- | ---------------------------- |
| Año                          | Afluencia                    | A Diario                     | Ranking                      | Incremento                   | Ref.                         |
| 2023                         | 7,463,317                    | 20,477                       | 50°/187                      | X                            | [ 8 ]                        |
| 2022                         | 0                            | 0                            | X                            | -100.00%                     | [ 9 ]                        |
| 2021                         | 1,916,407                    | 5,250                        | 141°/195                     | -73.69%                      | [ 10 ]                       |
| 2020                         | 7,283,366                    | 19,899                       | 29°/195                      | -39.79%                      | [ 11 ]                       |
| 2019                         | 12,095,813                   | 33,139                       | 34°/195                      | +12.26%                      | [ 12 ]                       |
| 2018                         | 10,775,159                   | 29,520                       | 46°/195                      | +18.22%                      | [ 13 ]                       |
| 2017                         | 9,114,439                    | 24,971                       | 54°/195                      | +8.97%                       | [ 14 ]                       |
| 2016                         | 8,363,998                    | 22,852                       | 47°/195                      | +286.37%                     | [ 15 ]                       |
| 2015                         | 2,164,744                    | 5,930                        | 172°/195                     | +38.94%                      | [ 16 ]                       |
| 2014                         | 1,558,004                    | 4,268                        | 182°/195                     | -81.09%                      | [ 17 ]                       |

## Conectividad

### Salidas
- Norte: Eje 10 Sur Av. Tláhuac y Anillo Periférico "Av. Canal de Garay", Colonia Año de Juárez.
- Sur: Eje 10 Sur Av. Tláhuac esquina con la incorporación del Anillo Periférico "Av. Canal de Garay", Colonia Barrio Guadalupe.

### Conexiones
Existen conexiones con las estaciones y paradas de diversos sistemas de transporte:
Centro y Estaciones de Transferencia Multimodal (CETRAM)
- CETRAM Periférico Oriente.

Servicio de Transportes Eléctricos de la Ciudad de México
- Línea 7 del Trolebús de la Ciudad de México (Ciudad Universitaria / Periférico Oriente):
  - Periférico Oriente.

Red de Transporte de Pasajeros de la Ciudad de México
- Módulo 4 Alcaldía Iztapalapa:
  - Ruta 47-A (Alameda Oriente - Bosque de Nativitas).
  - Ruta 57-C (Torero - Constitución de 1917).
  - Ruta 162 (Santa Catarina - Constitución de 1917)

Módulo 6 Alcaldía Gustavo A. Madero II:
- Ruta 57-A (Torero - Constitución de 1917).

Corredores Concesionados
- Zonal 3: Zona de Culhuacán (CULHUACANES) (Tasqueña / UACM Tezonco).

## Sitios de interés
- Parque Las Antenas
- ¡KATAPLUM!